# Qafa e Llogorasë
Qafa e Llogorasë är ett bergspass i Albanien.   Det ligger i prefekturen Qarku i Vlorës, i den södra delen av landet, 130 km söder om huvudstaden Tirana. Qafa e Llogorasë ligger 1 180 meter över havet.
Terrängen runt Qafa e Llogorasë är bergig norrut, men söderut är den kuperad. Havet är nära Qafa e Llogorasë åt sydväst.   Runt Qafa e Llogorasë är det ganska tätbefolkat, med 86 invånare per kvadratkilometer.. 
Trakten runt Qafa e Llogorasë består i huvudsak av gräsmarker.